# Sonoita lightfooti
Sonoita lightfooti là một loài nhện trong họ Salticidae. Chúng thuộc chi đơn loài Sonoita, được Elizabeth Maria Gifford Peckham & George William Peckham miêu tả năm 1903.